# Фажан-Гранде
Фажан-Гранде (порт. Fajã Grande)  —  район (фрегезия) в Португалии,  входит в округ Азорские острова. Расположен на острове Флореш. Является составной частью муниципалитета  Лажеш-даш-Флореш. Население составляет 225 человек на 2001 год. Занимает площадь 12,55 км². Является самым западным населённым пунктом Европы.
Покровителем района считается Иосиф Обручник (порт. São José).

## История
Район основан в 1861 году.